# Летинац
Летинац је насељено мјесто у сјеверној Лици, у општини Бриње, Личко-сењска жупанија, Република Хрватска.

## Географија
Летинац је удаљен око 8,5 км источно од Бриња.

## Историја
До територијалне реорганизације у Хрватској насеље се налазило у саставу бивше велике општине Оточац.

## Становништво
Према попису из 1991. године, насеље Летинац је имало 394 становника. Према попису становништва из 2001. године, Летинац је имао 222 становника. Летинац је према попису из 2011. године имао 154 становника.
| Демографија | Демографија | Демографија |
| Година      | Становника  | Становника  |
| ----------- | ----------- | ----------- |
| 1971.       | 657         |             |
| 1981.       | 454         |             |
| 1991.       | 394         |             |
| 2001.       | 222         |             |
| 2011.       |             | 154         |

## Попис 1991.
На попису становништва 1991. године, насељено место Летинац је имало 394 становника, следећег националног састава:
| Попис 1991.‍  | Попис 1991.‍  | Попис 1991.‍ | Попис 1991.‍ | Попис 1991.‍ |
| ------------ | ------------ | ----------- | ----------- | ----------- |
|              |              |             |             |             |
| Хрвати       | Хрвати       |             | 358         | 90,86%      |
| Срби         | Срби         |             | 4           | 1,01%       |
| Чеси         | Чеси         |             | 2           | 0,50%       |
| Југословени  | Југословени  |             | 1           | 0,25%       |
| неопредељени | неопредељени |             | 2           | 0,50%       |
| регион. опр. | регион. опр. |             | 1           | 0,25%       |
| непознато    | непознато    |             | 26          | 6,59%       |
| укупно: 394  |              |             |             |             |